# Rémy Vancottem
Rémy Victor Vancottem (ur. 25 lipca 1943 w Tubize) – belgijski duchowny rzymskokatolicki, biskup diecezjalny Namur w latach 2010–2019.

## Życiorys
Święcenia kapłańskie otrzymał 27 czerwca 1969 z rąk kard. Léon-Joseph Suenensa i uzyskał inkardynację do archidiecezji Mechelen-Bruksela. Przez wiele lat pracował w brukselskim seminarium duchownym i odpowiadał za formację duchowieństwa z wikariatów brukselskiego i Brabancji Walońskiej.
15 lutego 1982 papież Jan Paweł II mianował go biskupem pomocniczym archidiecezji Mechelen-Bruksela, ze stolicą tytularną Unizibira. Sakry biskupiej udzielił mu kard. Godfried Danneels. W archidiecezji pełnił funkcję wikariusza generalnego dla Brabancji Walońskiej.
31 maja 2010 został mianowany biskupem diecezjalnym Namur. 5 czerwca 2019 przeszedł na emeryturę.
W 2019 odznaczony Krzyżem Kawalerskim Orderu Zasługi Rzeczypospolitej Polskiej.